# ليه ثورنتون
ليه ثورنتون (بالإنجليزية: Les Thornton)‏ هو مصارع محترف بريطاني، ولد في 9 أبريل 1934 في مانشستر في المملكة المتحدة، وتوفي في 1 فبراير 2019 في كالغاري في كندا.

## روابط خارجية
- ليه ثورنتون على موقع CageMatch worker (الإنجليزية)
- ليه ثورنتون على موقع قاعدة بيانات المصارعة على الإنترنت (الإنجليزية)